# Bezugsort der kalendarischen Sothis-Aufgänge
In der Ägyptologie wird unter Bezugsort der kalendarischen Sothis-Aufgänge jene geografische Region im Alten Ägypten verstanden, auf die sich die Aufzeichnung von heliakischen Aufgängen des Sterns Sothis bezieht. Der Bezugsort kann mit dem Beobachtungsort der kalendarischen Sothis-Aufgänge identisch sein, muss es aber nicht; beispielsweise galt die Greenwich-Zeit von 1884 bis 1926 als Bezugsort der Weltzeit und wurde danach durch die Universal Time (UT) ersetzt.

## Bezugs- und Beobachtungsorte von Sothis
Bei der Wahl des Ortes für die Beobachtung des heliakischen Aufgangs von Sothis ergab sich für die Ägypter zumindest ein Problem: Die Sothis-Aufgänge fanden nicht zeitgleich statt. Vom südlichsten Punkt Elephantine erfolgte die heliakische Sichtung in nördlicher Richtung zeitversetzt. In Alexandria konnte Sothis mindestens erst 7 bis 8 Tage später beobachtet werden. Die Festlegung auf einen zentralen Ort wie Memphis hatte für die Ägypter die Folge, dass die ausgerufenen Daten für den Süden als verspätet und für den Norden als verfrüht galten.
Richard Lepsius erwog einen feststehenden Bezugsort, der für ganz Ägypten nur minimale Abweichungen aufweist. Da sich jedoch keine historischen Argumente für diese Möglichkeit fanden, strichen die Ägyptologen seine Erwägungen aus der Diskussion. Die ägyptische Chronologie ging zunächst von Memphis als festen Bezugsort aus. In diesem Zusammenhang lag es nahe, Memphis als kulturelles und wirtschaftliches Zentrum zu sehen. Neuere astronomische und historische Daten sprechen allerdings gegen Memphis als „Aufzeichnungsort von Sothis“ in der Frühzeit Altägyptens.

### Ältere Epochen
Gegenüber der früheren traditionellen Annahme von Memphis als Beobachtungsort befanden sich auch die Orte Theben und Elephantine in der Diskussion. Von beiden Orten ermöglicht jedoch nur Elephantine eine synchrone Einordnung vom Ebers-Kalender mit der ägyptischen Chronologie.
Jürgen von Beckerath vermutete für die Epochen vor der Spätzeit einen wechselnden Bezugsort. Die Annahme steht jedoch im Widerspruch zur Praxis der Festdaten im ägyptischen Kalender sowie in der ursprünglichen Koppelung des heliakischen Sothisaufgangs an den 1. Achet I. Die Analyse der Aufzeichnungen von älteren Sothisdaten zeigt zudem, dass die Nutzung von nur einem Bezugsort praktiziert wurde.

### Griechisch-römische Zeit
Mit großer Wahrscheinlichkeit galt in der griechisch-römischen Zeit Memphis oder Alexandria als Bezugsort. Eine beiläufige Erwähnung des spätantiken Autors Olympiodor aus dem 6. Jahrhundert n. Chr. macht diese Aussage möglich. Nach ihm wurde die heliakische Sothis-Sichtung in Alexandria dann gefeiert, wenn „der Stern der Memphiten“ aufging. Olympiodors Interesse galt der Klärung von politischen Fragen der ägyptischen Geschichte. Die relevanten kalendarisch-astronomischen Fragen fielen nicht in sein Forschungsgebiet, weshalb in seinem Hinweis keine verfälschende Tendenz zu bemerken ist.

## Bezugsort Elephantine

### Mythologische Verbindungen
Für die mythologische Grundlage, die oberägyptische Region von Elephantine als ursprünglichen Bezugsort zu wählen, sprechen mehrere Gegebenheiten. Das Vereinigungsfest basiert auf der Reichseinigung, die von Oberägypten ausging. Die Mehrzahl der prägenden frühzeitlichen Kultzentren lagen ebenfalls in Oberägypten. Kurt Sethe postulierte dagegen Heliopolis in Unterägypten als vorgeschichtliches Zentrum. Neuere Untersuchungen können Sethes Annahme nicht bestätigen. Der Ägyptologe Jochem Kahl konnte nachweisen, dass die rote Krone des Nordens in der Frühzeit den Norden im oberägyptischen Naqada meinte.
Das Gebiet um Elephantine ist zur Zeit der Sommersonnenwende die einzige „schattenlose“ Region in Ägypten, wenn die Sonne mittags im Zenit kulminiert, eine Besonderheit, die Herodot in seinen Berichten erwähnt. In der ägyptischen Mythologie bewirkte die Göttin Sopdet bei ihrem heliakischen Aufgang das Einsetzen der Nilschwemme, die ihren Anfang in den „Quellen des Nils bei Elephantine hatte“. Damit verbunden waren die in Elephantine vorgenommenen Messungen der Nilhöhe in Verbindung der Landwirtschaft von großer Bedeutung.

### Astronomische Grundlagen
Die Verlegung des Bezugsortes von Elephantine nach Memphis ist aus astronomischer Sicht zweifelsfrei bewiesen. Dem Datum des Kanopus-Dekrets lag Memphis beziehungsweise das Nildelta als Bezugsort zugrunde. Die Aufzeichnung des heliakischen Aufgangs im Ebers-Kalender unter Amenophis I. war für den 9. Schemu III protokolliert. Zwischen dem 1. Schemu II und dem 9. Schemu III liegen 38 Tage, weshalb das „Ebers-Datum“ sich in den Jahren 89 bis 86 v. Chr. wiederholt hatte, wenn Memphis als Bezugsort gewählt war.
Im Zuge des Sothis-Zyklus muss das „Memphis-Datum des Ebers-Kalender“ unter Amenophis I. auf die Jahre 1544 bis 1541 v. Chr. fallen, was in Rückrechnung die Gründung der 18. Dynastie unter Ahmose I. in die Jahre 1577 bis 1574 v. Chr. verlegen würde. Da diese Änderung auf Grundlage der altägyptischen Chronologie ausgeschlossen werden kann, beweist das Ebers-Datum zwei unterschiedliche Bezugsorte. Für die Zeit von Amenophis I. kommt nur Elephantine in Frage, während in griechisch-römischer Zeit für die Aufzeichnungen Memphis oder das Nildelta als Bezugsort diente.
| Heliakischer Aufgang Sothis mit Bezugsort Memphis/Nildelta |                   |                       |
| Vorfall                                                    | Ägyptisches Datum | Mögliche Jahre        |
| Ebers-Kalender (Datum)                                     | 9. Schemu III     | 89 bis 86 v. Chr.     |
| Kanopus-Dekret                                             | 1. Schemu II      | 241 bis 238 v. Chr.   |
| Ebers-Kalender                                             | 9. Schemu III     | 1544 bis 1541 v. Chr. |
| Sesostris III. (7. Regierungsjahr)                         | 16. Peret IV      | 1875 bis 1872 v. Chr. |